# Бабенков В’ячеслав Олегович
В'ячеслав Олегович Бабенков (нар. 17 лютого 1987, Кропивницький) — український актор театру і кіно, режисер, сценарист, продюсер.

## Життєпис
В'ячеслав Бабенков народився 17 лютого 1987 року у місті Кропивницькому.
У 2016-2019 роках навчався у New York Film Academy, The British Academy of Screen & Scene Combat та Українській Кіношколі.

У 2024 році під час інтерв'ю жіночому виданню WoMo про свій життєвий шлях актор розповів таке:
Я [...] актором вирішив стати майже в 30 років, хоча мріяв зі школи. Не факт звичайно, що я б був на цьому етапі саме тим ким я є зараз, якби вступив у театральний інститут після школи, але я все ж таки прийняв це рішення і поки що не шкодую.

## Творчість

### Фільмографія
| Рік  |   | Українська назва    | Оригінальна назва | Роль                   |
| ---- | - | ------------------- | ----------------- | ---------------------- |
| 2021 | с | Кава з кардамоном   |                   | Мілош Марциняк         |
| 2022 | ф | Дон Жуан із Жашкова |                   | Євген Горобчик         |
| 2023 | с | Перші дні           |                   |                        |
| 2024 | с | Зозулі              |                   | Богдан; Мирослав Латик |